# Air Force 2
Air Force 2 ist ein US-amerikanischer Actionfilm aus dem Jahr 2006. Regie führte Brian Trenchard-Smith, das Drehbuch schrieben Paula Goldberg und Anna Lorenzo.

## Handlung
Lynn Delaney ist eine Agentin des Secret Service und mit dem Schutz des Vizepräsidenten der Vereinigten Staaten Walker beauftragt. Dieser ist auf dem Weg zu einem Treffen mit asiatischen Regierungschefs. Das Flugzeug des Vizepräsidenten wird jedoch von einem Blitz getroffen und muss in der Nähe der Pazifikinsel Barago notwassern. Als die Überlebenden es bis an den Strand der Insel schaffen, werden sie dort von Rebellen beschossen, die auf der Insel für eine Revolution in dem südamerikanischen Land San Pietro trainieren. Angeführt werden die Rebellen vom US-amerikanischen Söldner Armstrong.
Walker und Delaney schaffen es, einen der Angreifer zu überwältigen, sich zu bewaffnen und sich gegen die Rebellen und Söldner zur Wehr zu setzen. Diese haben mittlerweile anhand von Unterlagen herausgefunden, dass unter den Überlebenden der US-amerikanische Vizepräsident ist. Sie planen diesen als Geisel zu nehmen und gegen ein Lösegeld einzutauschen.
Im Laufe der Kämpfe fallen zuerst Walker und kurz darauf auch Delaney und die Journalistin Sharon Serrano in die Hände der Söldner. Delaney gelingt es zu fliehen und im Alleingang nach einem Kampf gegen die Rebellen auch Walker und Serrano zu befreien. Schlussendlich besiegt sie dann auch noch Armstrong, kurz bevor die Rettungstruppen die Insel erreichen.

## Kritiken
Die Redaktion von Rotten Tomatoes schrieb, der Film stelle eine alternative Welt vor, in der die Vereinigten Staaten eine andere Energie- und Außenpolitik als in Wirklichkeit führen würden. Es könne das erste Mal sein, dass eine homosexuelle Liebesgeschichte in einem Actionfilm gezeigt würde. Die Handlung sei „fesselnd“; Jill Bennett verleihe dem von ihr gespielten Charakter viel Charme.
Der Filmdienst schrieb im Lexikon des internationalen Films, es handele sich um einen „konventioneller Actionfilm, der zur Abwechslung eine Frau, noch dazu eine lesbische Heldin, an die Front schickt“. Leider sei das Werk jedoch den „einschlägigen Konventionen des Genres verpflichtet“.
Cinema sah eine „leidlich unterhaltsame, aber formelhaft-naive Billigaction mit „Rambonette“ und arg trashigen Tricks“. Das Fazit lautete daher: „So kurios, dass man’s fast gesehen haben muss.“

## Hintergründe
Die Produktionskosten betrugen schätzungsweise eine Million US-Dollar. Der Film wurde im April 2006 in zwei US-amerikanischen Kinos vorgeführt, in welchen er lediglich 884 US-Dollar einspielte. Er wurde am 21. April 2006 zum ersten Mal im US-amerikanischen Fernsehen ausgestrahlt.
Es gibt zwei Schnittversionen, eine davon ohne gleichgeschlechtliche Kussszenen, die internationale Version, offiziell für konservative Länder. Diese wird auch auf den DVDs in Australien und DVDs im deutschsprachigen Raum sowie für Fernsehausstrahlungen im deutschsprachigen Raum verwendet.